# 島根県道38号掛合上阿井線
島根県道38号掛合上阿井線（しまねけんどう38ごう かけやかみあいせん）は、島根県雲南市と仁多郡奥出雲町を結ぶ県道（主要地方道）である。

## 概要

### 路線データ
- 起点：島根県雲南市掛合町掛合（国道54号交点）
- 終点：島根県仁多郡奥出雲町上阿井（国道432号交点）
- 総延長：19.2 km

## 歴史
- 1993年（平成5年）5月11日 - 建設省から、県道掛合上阿井線が掛合上阿井線として主要地方道に指定される[1]。

## 路線状況

### 重複区間
- 島根県道269号吉田奥出雲線（雲南市吉田町吉田）

## 地理

### 通過する自治体
- 雲南市
- 仁多郡奥出雲町

### 交差する道路
- 国道54号（雲南市掛合町掛合、起点）
- 島根県道336号吉田掛合インター線（雲南市吉田町吉田）
- 松江自動車道・雲南吉田IC（雲南市道雲南吉田インター線を介して）
- 島根県道273号吉田頓原線（雲南市吉田町吉田）
- 島根県道272号吉田三刀屋線（雲南市吉田町吉田）
- 島根県道269号吉田奥出雲線（雲南市吉田町吉田）
- 島根県道269号吉田奥出雲線（雲南市吉田町吉田）
- 国道432号（奥出雲町上阿井、終点）